# Wasserschutzpolizei

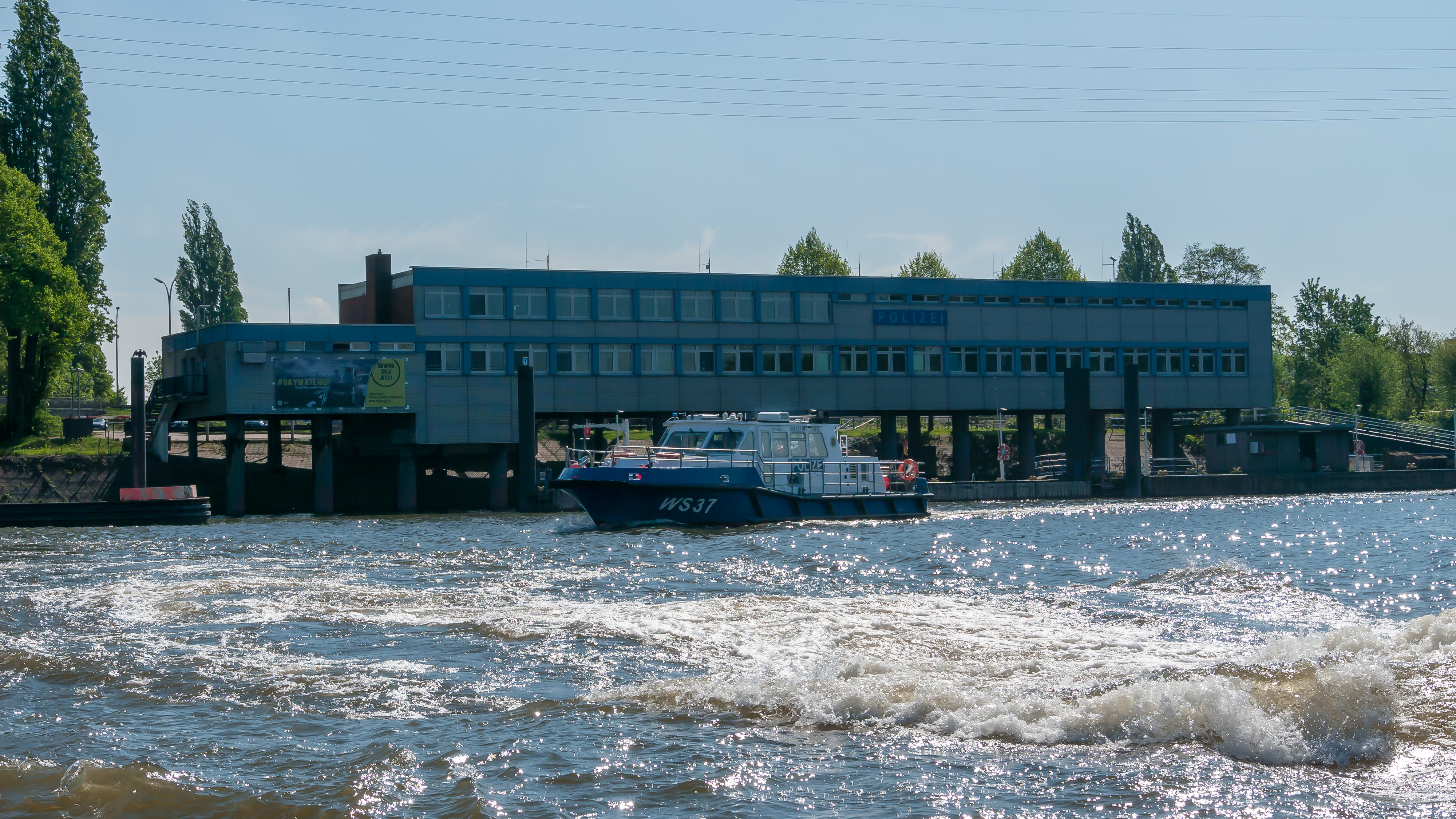
Wasserschutzpolizei à Hambourg.

La police de la protection des eaux (abréviation WSP) (en allemand : Wasserschutzpolizei) est une unité organisationnelle de la police d'État en Allemagne, qui est responsable du respect des réglementations maritimes et fluviales, de la sécurité dans le transport maritime, de la protection de l'environnement et, selon le Land, des frontières par des mesures policières.

## Histoire
La Niederhafen Patrouille, composée de quatre hommes, fondée par le Conseil de Hambourg le 26 octobre 1787 après des décennies de pression des marchands, est la première unité certifiée sur le sol allemand pouvant être qualifiée de police de la protection des eaux. Les gardes étaient équipés d'un petit voilier, de baïonnettes, de bâtons aux armes de la ville et de sifflets de signalisation, notamment pour prévenir les vols lors du transbordements des marchandises. Les opérations réussies en 1799 ont nécessité un autre groupe dans la région d'Oberhafen. Les deux patrouilles ont été combinées en 1822 sous le nom de Hafenrunde. Dès 1835, 40 hommes appartenaient à la patrouille portuaire et douanière des yachts (en allemand : Hafen- und Zolljachtpatrouille), rebaptisée police portuaire à partir de 1875,.
Dans de nombreuses régions d'Allemagne, il n'y avait pas d'unités définies de manière comparable, parfois les questions correspondantes sur les rivières et les lacs étaient traitées par les services de police municipaux et régionaux. En 1919, la police du Rhin (en allemand : Rheinpolizei) a été créée pour la Rhénanie dans le cadre de la protection des eaux du Reich (en allemand : Reichswasserschutz), dont la responsabilité a ensuite été limitée à la Prusse et à la Saxe. Après la dissolution de cette police de protection des eaux du Reich en 1931, les tâches ont été transférées aux Länder.
Le 4 septembre 1945, les autorités américaines décident de mettre en place une police fluviale pour le secteur de la zone d'occupation américaine, qui est subordonnée au United States Army Transportation Corps. La responsabilité de cette police fluviale a été transférée aux Länder le 1er avril 1947. En septembre 1948, les Länder du Bade-Wurtemberg, de la Bavière et de la Hesse décident de mettre en place une Wasserschutzpolizei (WSP) pour les fleuves Main, Neckar et Rhin.

## Responsabilité/tâches matérielles
Outre les tâches générales de police, la Wasserschutzpolizei doit surveiller les règlements de la navigation sur les voies navigables fédérales et étatiques ainsi que dans les ports.
Les tâches d'exécution de la Wasserschutzpolizei comprennent :
- Identification des dangers pour la navigation et prise de mesures urgentes pour les éviter.
- Respect des réglementations au service de la sécurité et de la facilité du trafic maritime, par ex. le comportement dans le trafic, l'équipement, l'équipage et les effectifs, le fonctionnement et l'immatriculation des embarcations et des structures flottantes.
- Vérification des documents de bord et des certificats de compétence des capitaines et des équipages.
- Lors du traitement des navires entrants dans les ports maritimes, la Wasserschutzpolizei agit également en tant que représentant des autorités de l'immigration.
- La Wasserschutzpolizei en tant qu'organe exécutif des autorités environnementales prend également une importance croissante.

Dans les États fédéraux, la Wasserschutzpolizei a des tâches supplémentaires ou autres.

## Équipement
Selon les besoins, la Wasserschutzpolizei dispose de bateaux maritimes et fluviaux. Dans le Mecklembourg-Poméranie, l'escadron d'hélicoptères de la police fait également partie du WSP.

## Bateaux

Quelques bateaux de patrouille de la Wasserschutzpolizei
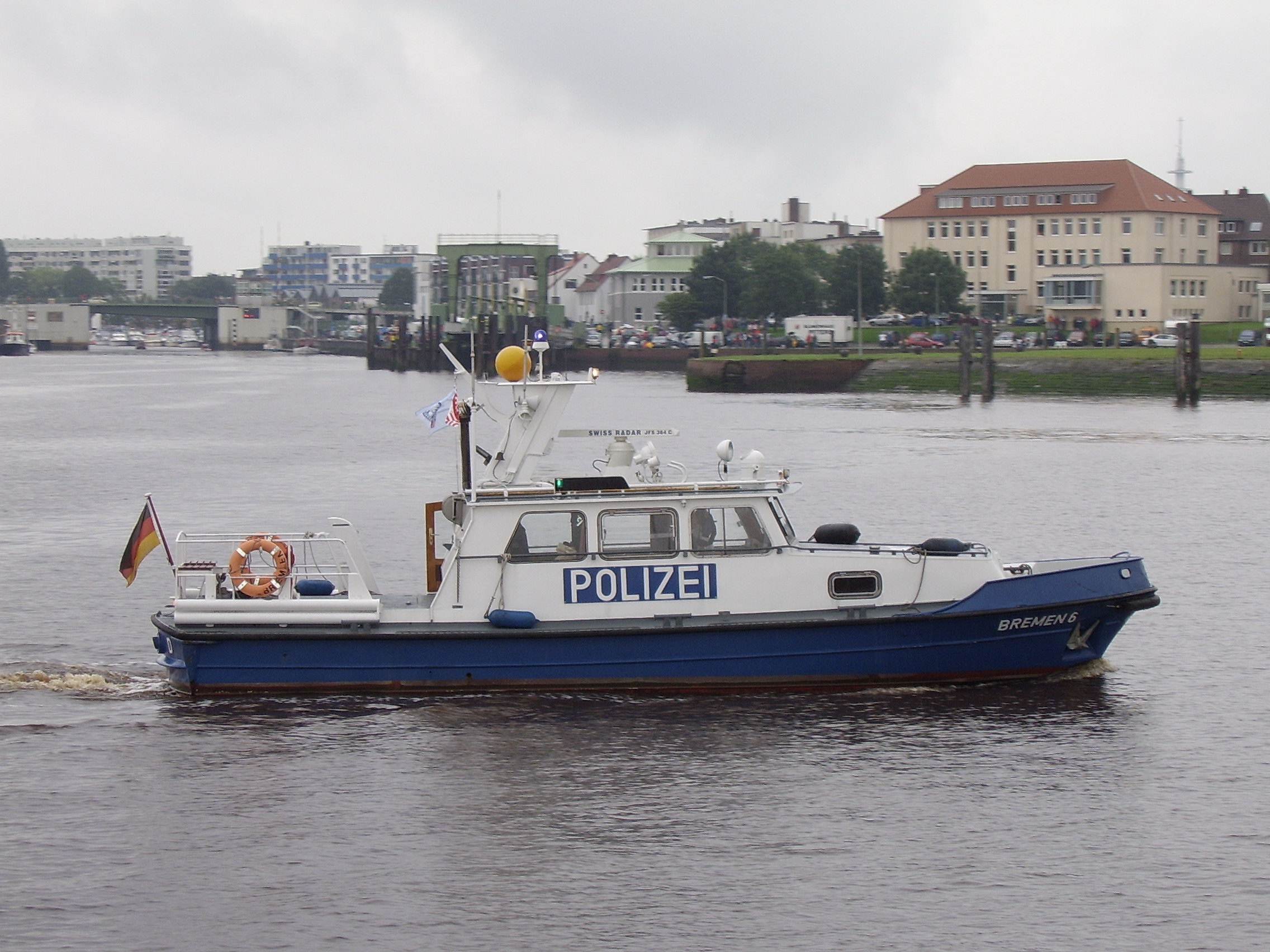
Bateau portuaire Bremen 6 de la Wasserschutzpolizei pendant la voile 2005.
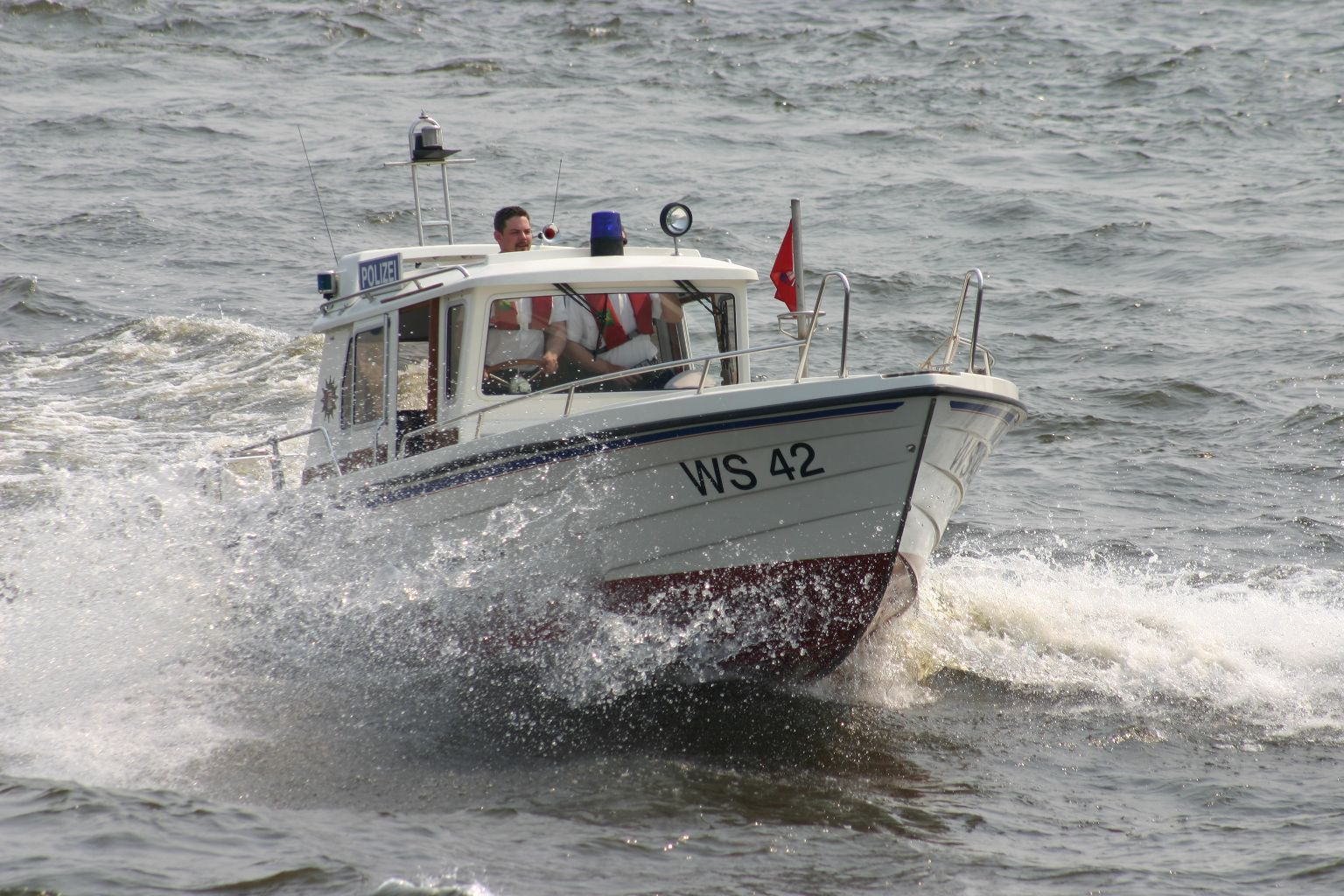
Bateau WS 42 de la Wasserschutzpolizei dans le Port de Hambourg.
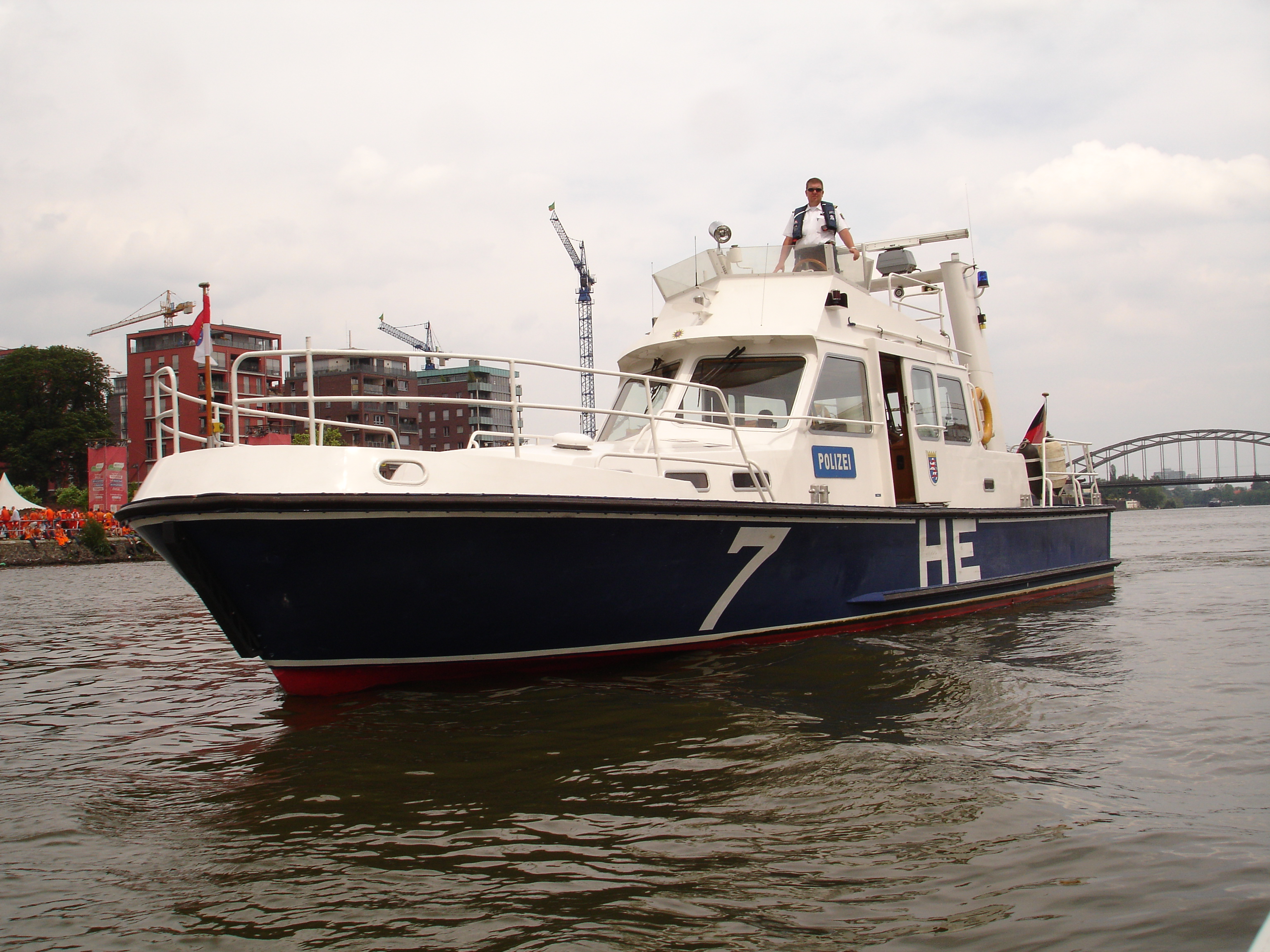
Bateau de patrouille Hessen 7 de la Wasserschutzpolizei Hessen sur le Main près de Frankfurt.
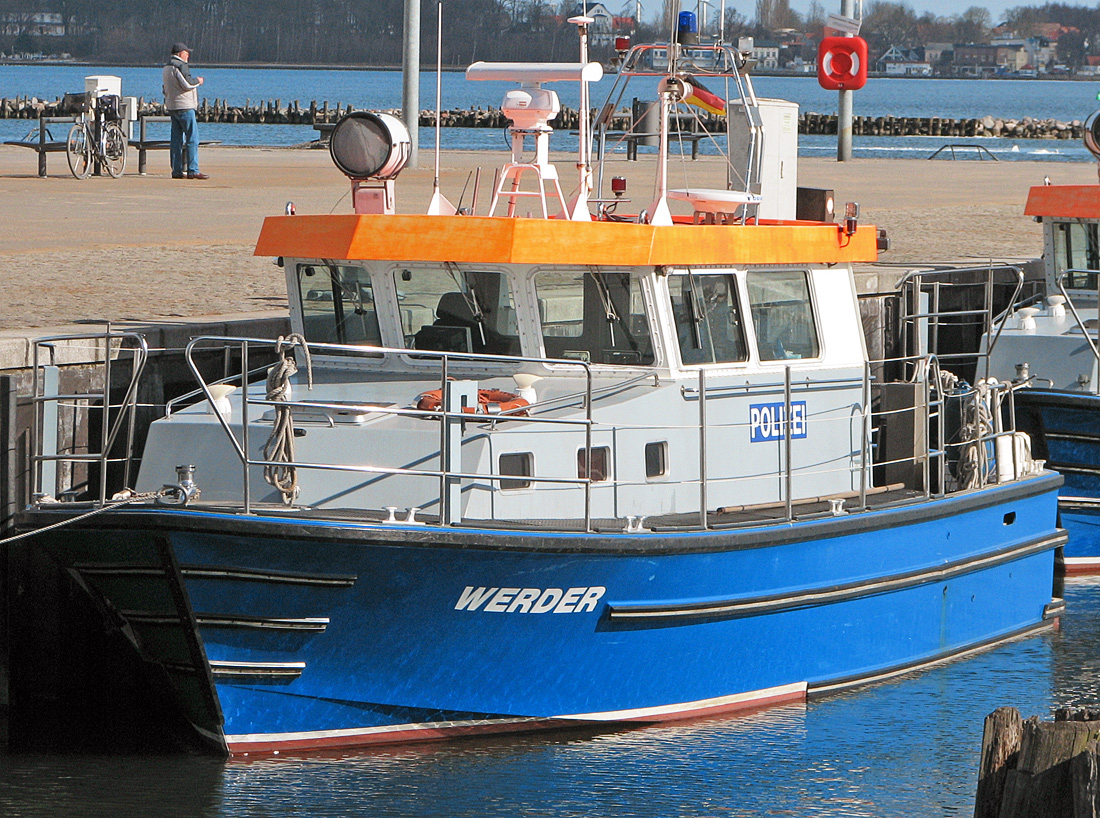
Bateau Werder de la Wasserschutzpolizei.
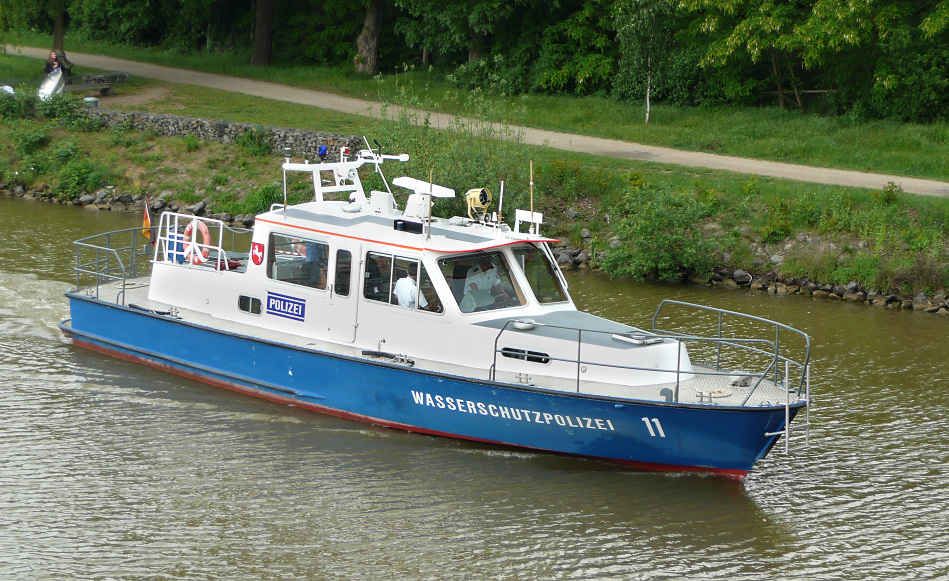
Bateau WSP 11 de la Wasserschutzpolizei sur le Mittellandkanal près de Hanovre.
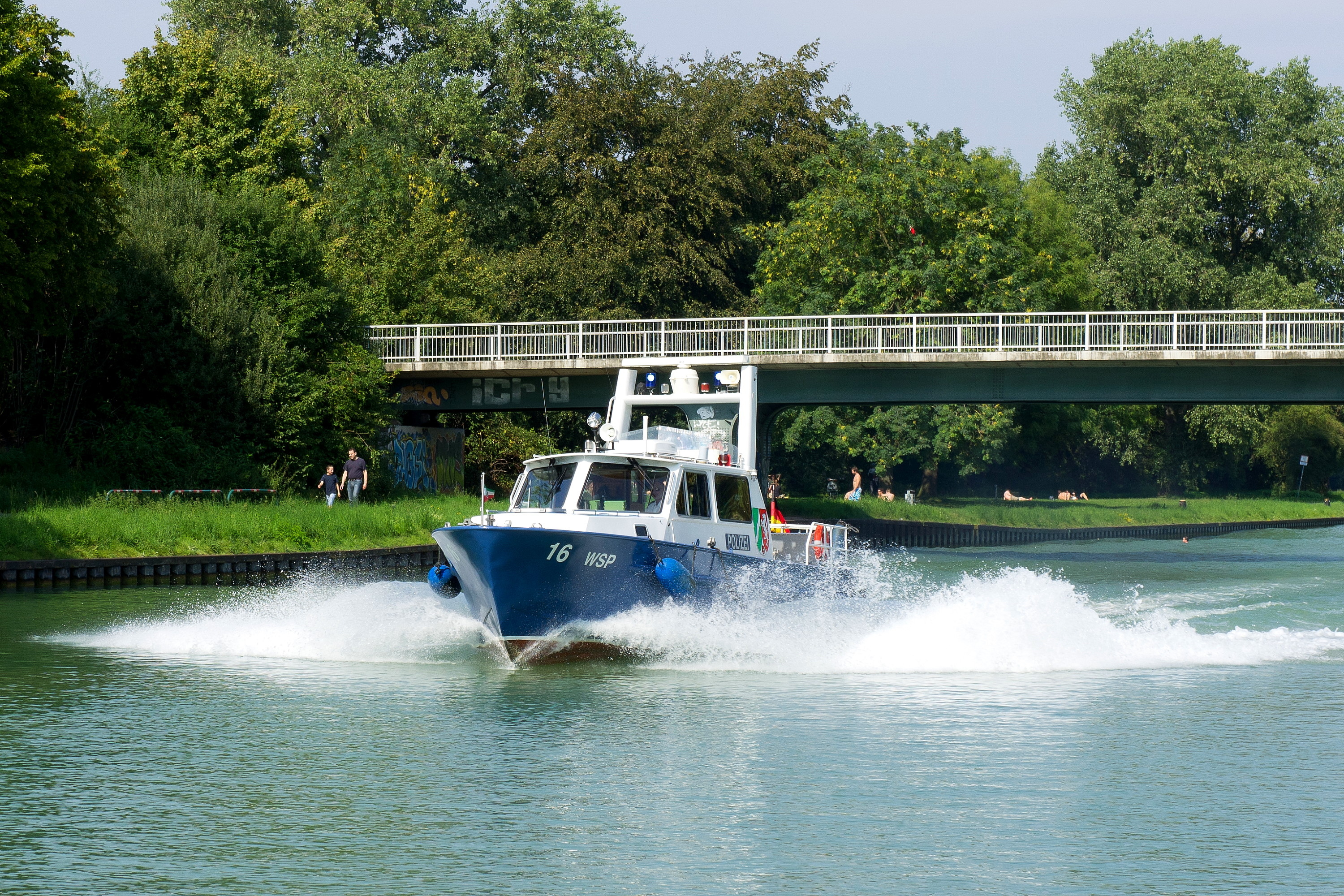
Bateau WSP 16 de la Wasserschutzpolizei avec des droits spéciaux sur le canal Dortmund-Ems près de Münster.
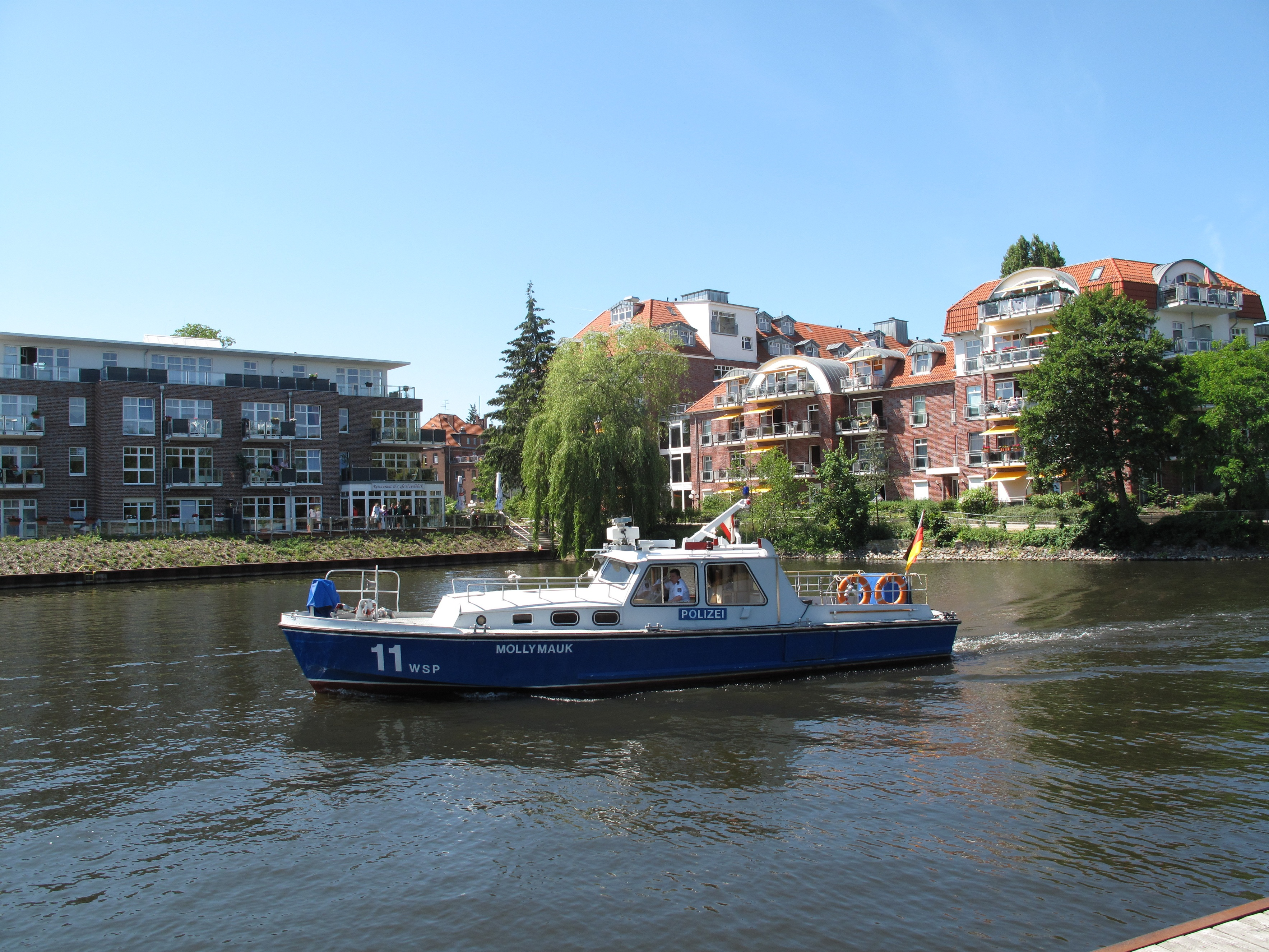
Bateau WSP 11 Mollymauk de la Wasserschutzpolizei Berlin dans le Nordhafen Spandau.
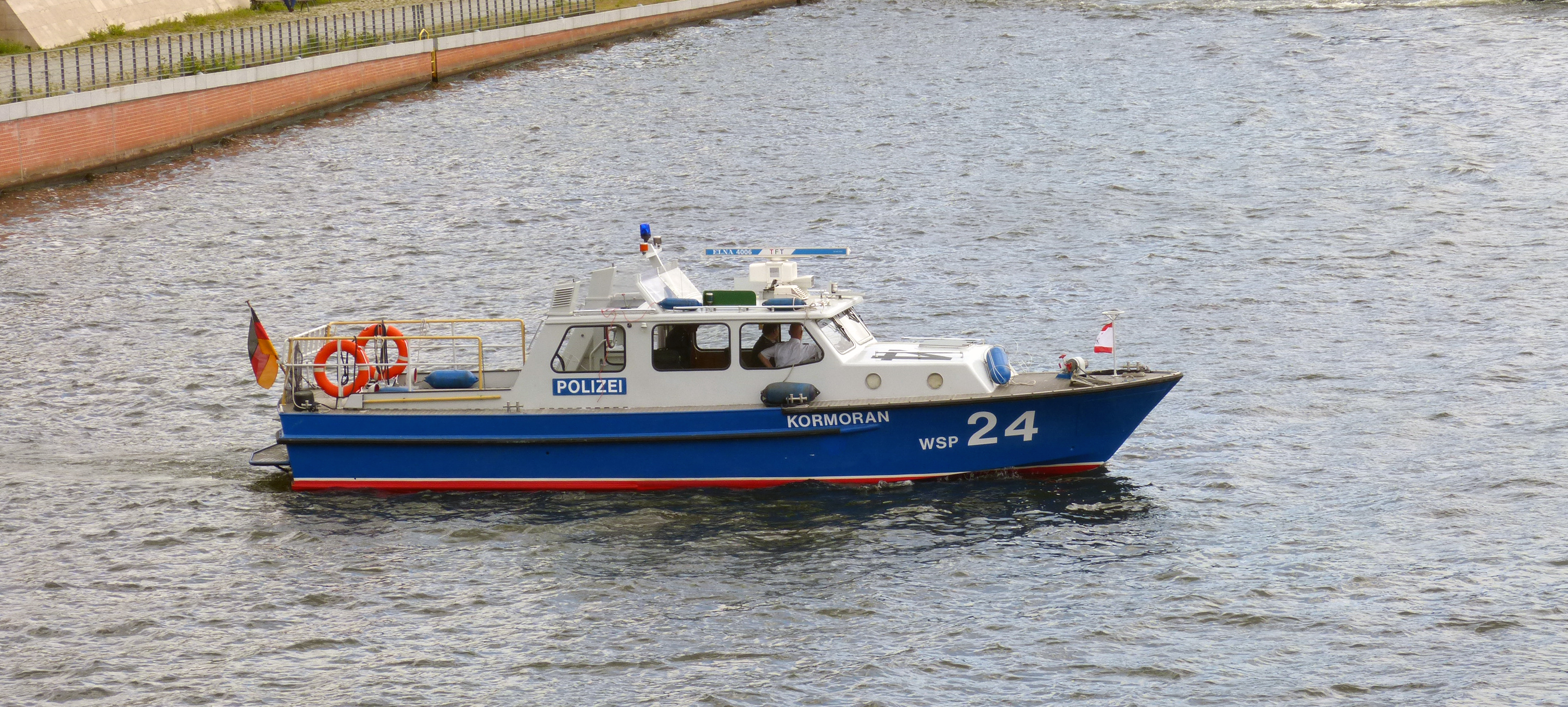
Bateau WSP 24 Kormoran de la Wasserschutzpolizei sur la Spree près de Humboldthafen.
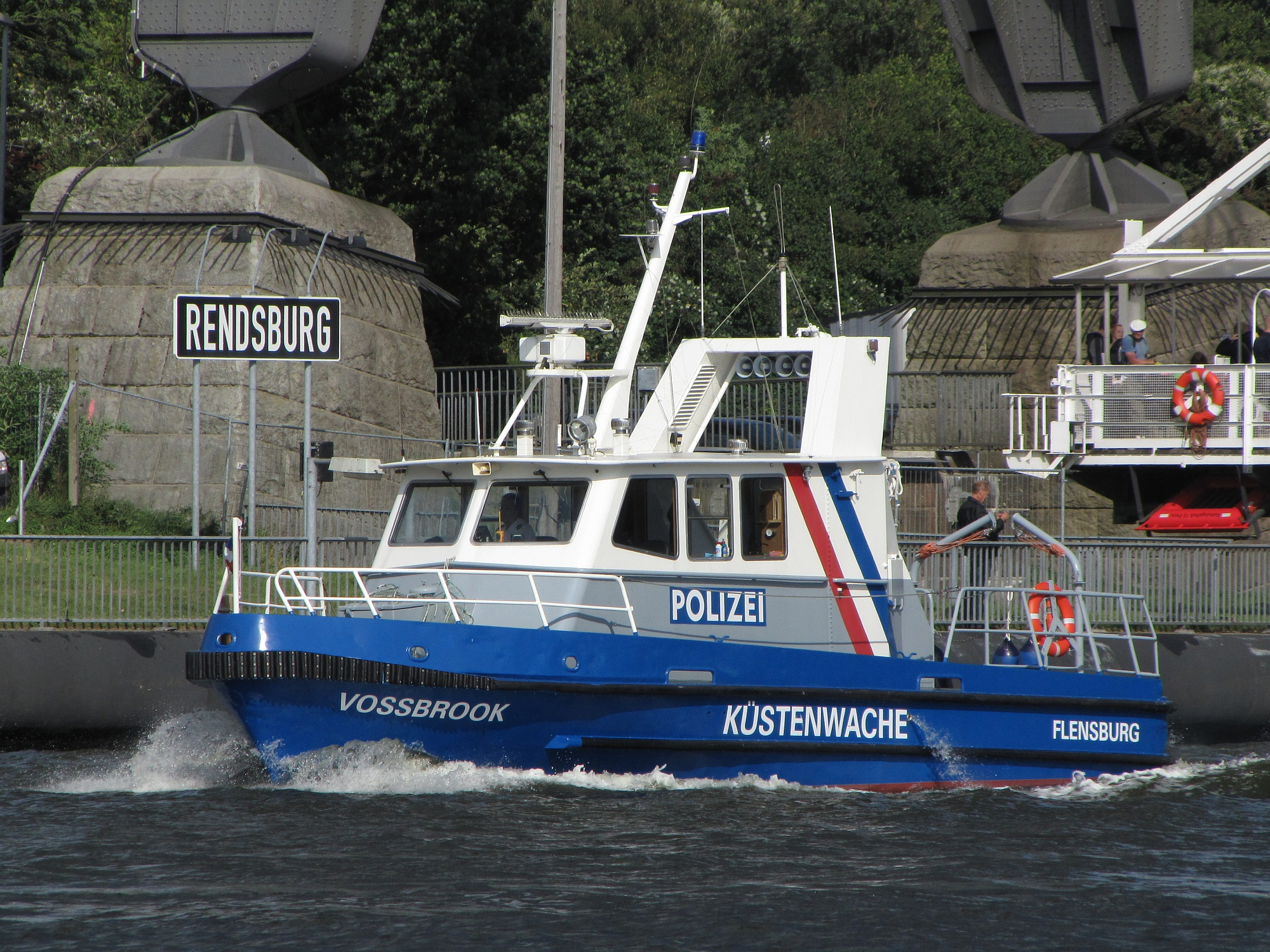
Bateau de patrouille Vossbrook de la Wasserschutzpolizei Schleswig-Holstein sur le Nord-Ostsee-Kanal.
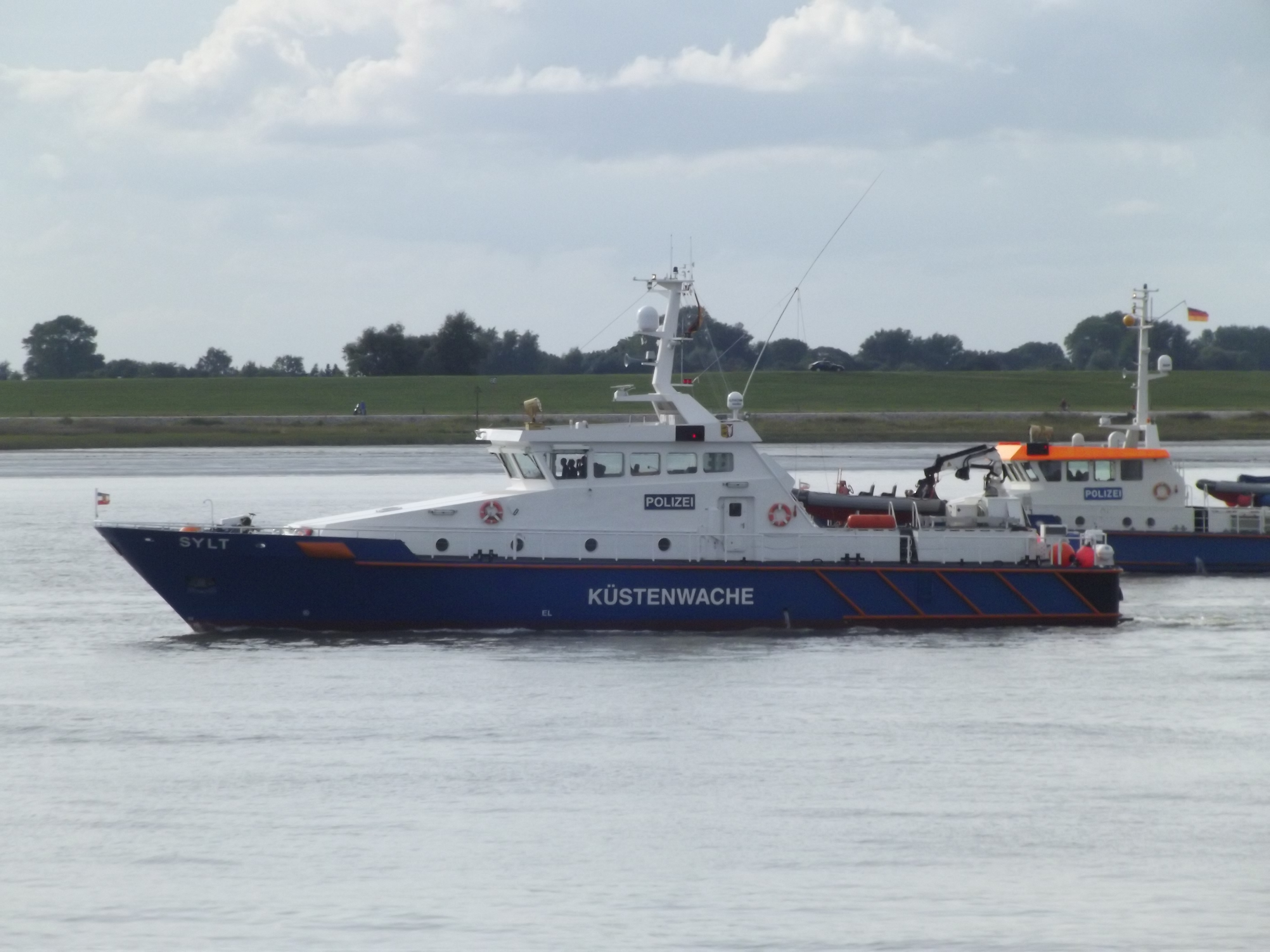
Patrouilleur côtier WSP3 de la Wasserschutzpolizei Basse-Saxe.
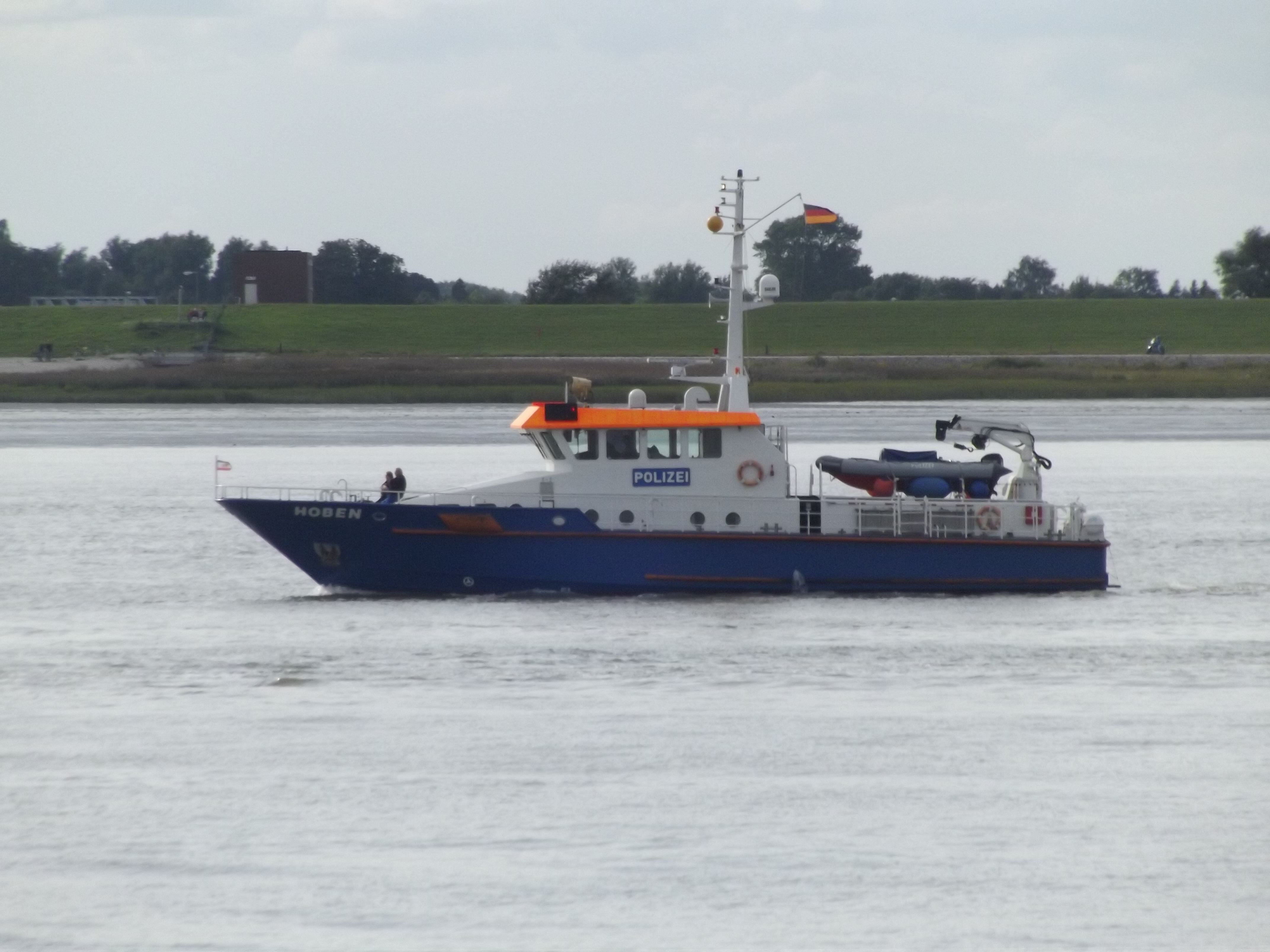
Patrouilleur côtier HOBEN de la Wasserschutzpolizei Mecklenburg-Vorpommern sur la Weser près de Bremerhaven.
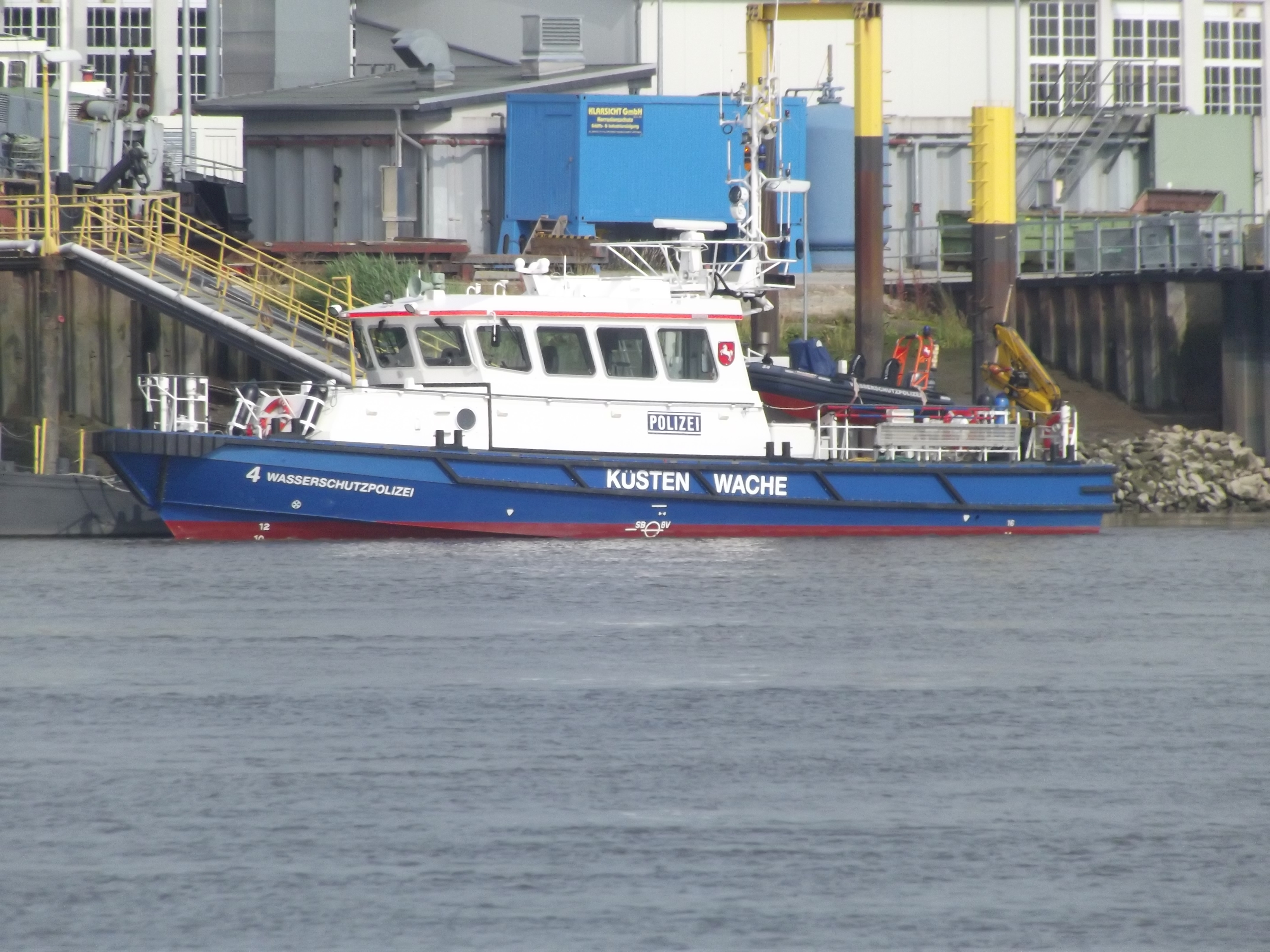
« Petit patrouilleur côtier » WSP4 de la Wasserschutzpolizei Basse-Saxe à Brake (Unterweser).
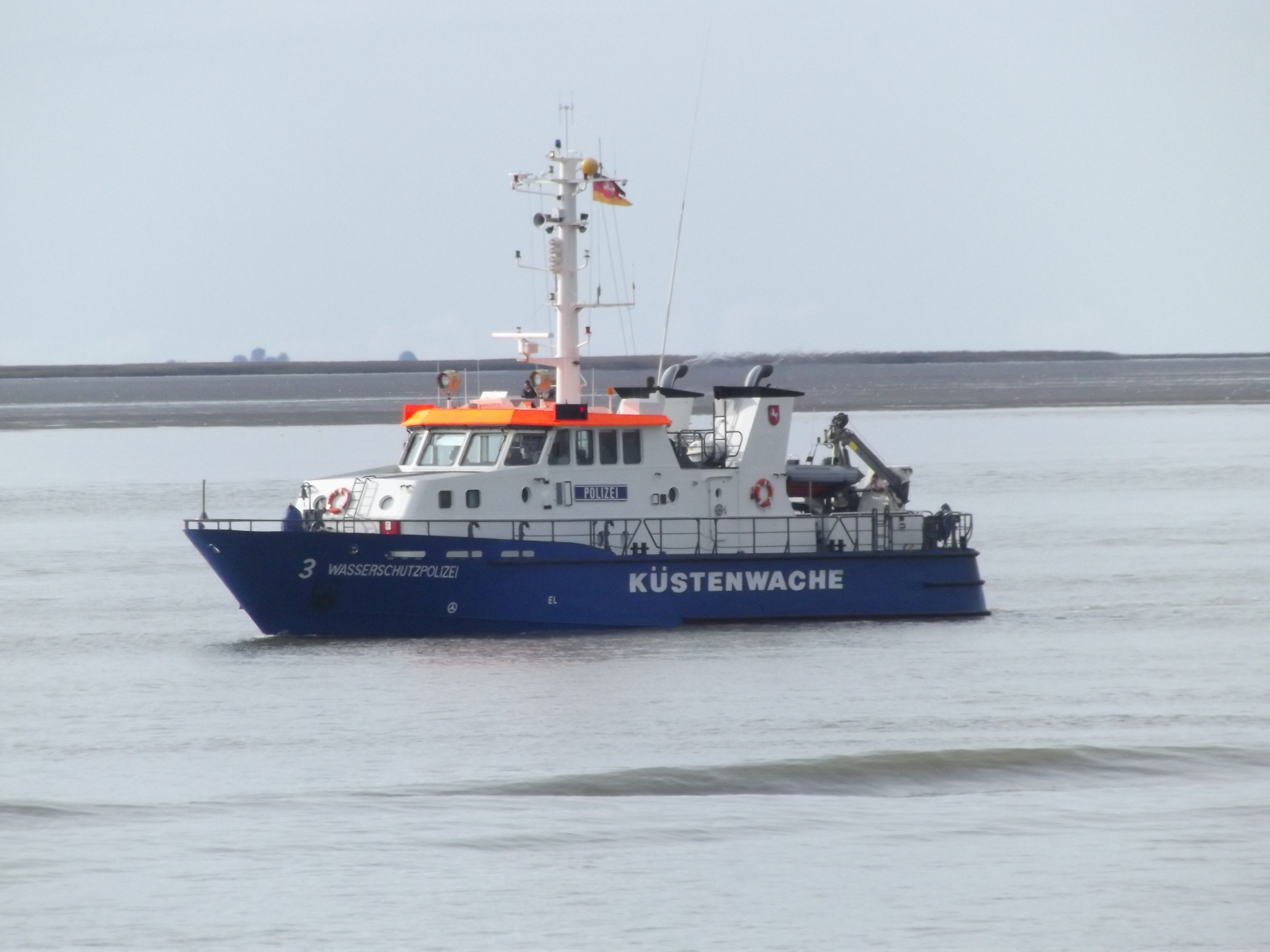
Patrouilleur côtier WSP3 de la Wasserschutzpolizei Basse-Saxe.
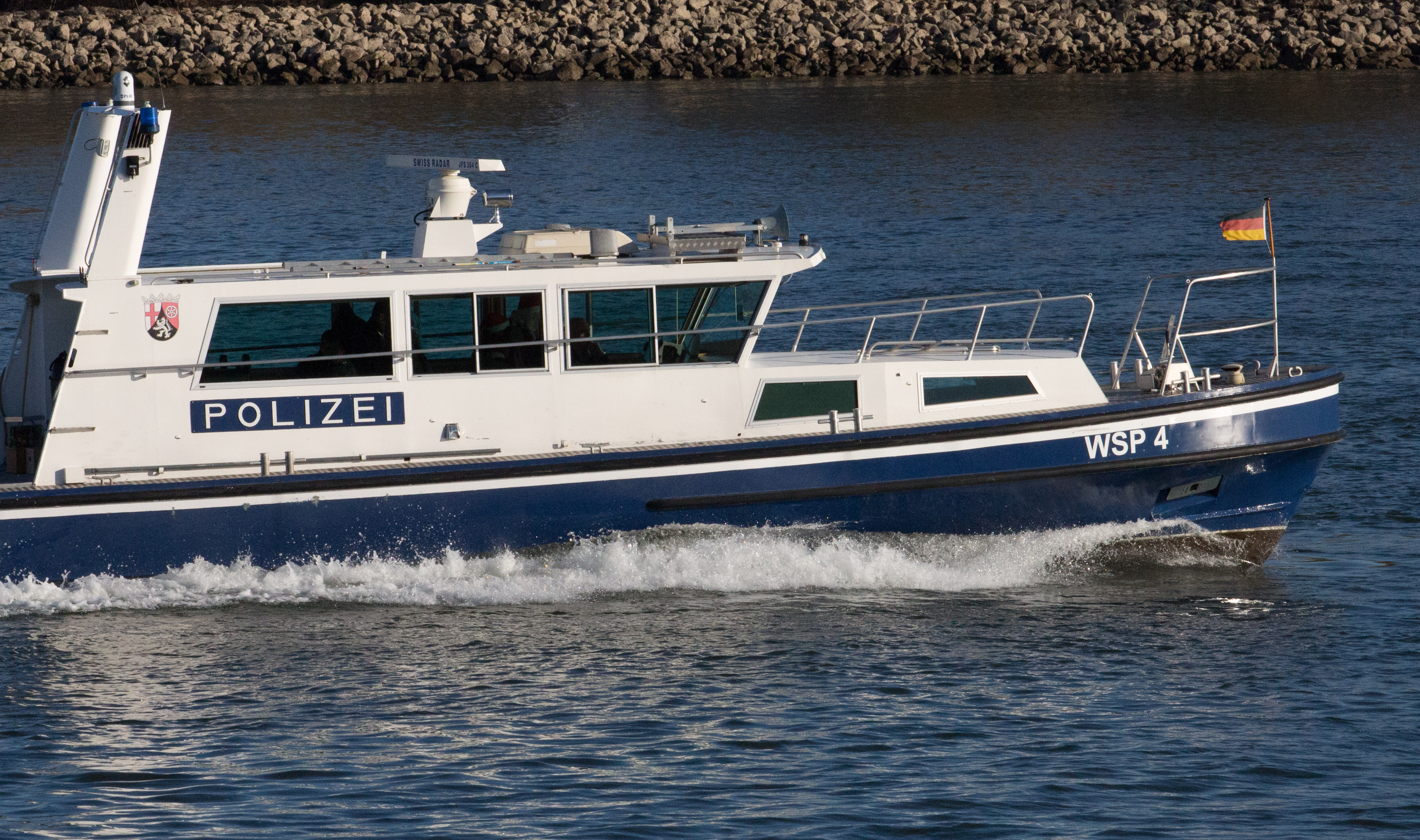
WSP 4 de la Wasserschutzpolizei Rhénanie-Palatinat sur le Rhin près de Mayence.

## Formation
En 1949, l'École de police de la protection de l'eau a été fondée à Hambourg pour former dans une installation commune des officiers de la Wasserschutzpolizei de tous les États fédéraux.